# Campania zászlaja
Campania zászlaját 1971. július 21-én fogadták el, ezzel az egyik legrégebben használt az olasz régiók mai zászlajai közül. A zászló kék alapon a régió fehér címerpajzsát ábrázolja, rajta átlós vörös sávval. A zászló oldalainak aránya 2:3.